# Калоцо (Комо)
Калоцо је насеље у Италији у округу Комо, региону Ломбардија.
Према процени из 2011. у насељу је живело 1028 становника. Насеље се налази на надморској висини од 227 м.